# Marabi
Marabi é um estilo de música que evoluiu na África do Sul ao longo do século passado.
O início do século 20 viu a crescente urbanização de negros sul-africanos em centros de mineração, como a área de mineração de ouro em torno de Joanesburgo - Witwatersrand. Isso levou ao desenvolvimento de favelas ou guetos, e dessas dificuldades surgiram novas formas de música, marabi, kwela, entre outras.
Marabi era o nome dado a um estilo de teclado (muitas vezes usando órgãos de pedal baratos) que tinha uma ligação musical com o jazz americano, ragtime e blues, com raízes profundas na tradição africana. Os primeiros músicos do marabi faziam parte de uma cultura musical underground e normalmente não eram gravados. De facto, como no início do jazz nos EUA, a música causou o desagrado do estabelecimento. No entanto, como com o jazz antigo, as melodias cadenciadas e os ritmos cativantes do marabi encontraram o seu caminho para os sons de bandas de dança populares com um estilo distintamente sul-africano.
Marabi é caracterizado por alguns acordes simples repetidos em vários padrões vamping que podem durar muito tempo; padrões harmónicos repetitivos típicos das músicas tradicionais africanas. Este era o caso para que as pessoas pudessem dançar por longos períodos de tempo sem ter que conhecer bem as músicas. As pessoas foram capazes de captar a sensação e o ritmo da música depois de algumas vezes durante a progressão.
Os locais mais famosos do marabi eram os shebeens e as festas nas favelas de fim de semana. Para quase todos fora da vida do gueto, no entanto, o marabi e a sua subcultura eram evitados. Associado à ilegalidade, acções policiais, sexo e uma classe trabalhadora desesperadamente empobrecida, o marabi foi considerado uma ameaça de corrupção e, por esta razão, não é surpresa que nenhum dos primeiros músicos do marabi tenha sido gravado.